# Лосось Мудрости
Лосось Мудрости, или Лосось Знаний (ирл. bradán feasa) — существо, фигурирующее в Фенийском цикле ирландской мифологии.
Лосось занимает видное место в цикле «Юношеские деяния Финна», который рассказывает о ранних приключениях Финна Мак Кумала. Согласно этой истории, это был обычный лосось, который съел девять лесных орехов, которые упали в Колодец Мудрости с девяти священных деревьев, окружавших колодец. При этом лосось получил все знания в мире. Кроме того, первый человек, который съест его плоть, в свою очередь, получит эти знания.
Поэт Финегас провёл семь лет, охотясь на лосося, живущего в водах реки Бойн. Когда он наконец поймал его, он поручил своему ученику Финну приготовить лосося для него. Финн обжёг большой палец, когда капля горячего жира лосося попала на него. Чтобы унять боль, юноша сунул палец в рот. Этого было достаточно, чтобы вся мудрость мира, сосредоточенная в одной капле, перешла к Финну.
Когда он принёс приготовленную еду для своего учителя Финегаса, хозяин увидел огонь в глазах мальчика, которого прежде там не было. Отвечая на вопрос Финегаса, Финн сначала отрицал, что ел рыбу, но потом под давлением признал, что случайно попробовал. На протяжении всей своей жизни Финн, всякий раз когда ему надо было узнать тайное, сосал свой большой палец.
Именно эти невероятные знания и мудрость, полученные из Лосося Знаний, позволили Финну стать лидером Фианны, знаменитой дружины героев ирландских мифов.
В валлийской мифологии есть история о том, как поэт Талиесин получил свою мудрость, действуя аналогичным образом.